# Timi
Timi este un film românesc din 2009 regizat de Cristi Iftime. Rolurile principale au fost interpretate de actorii Adrian Titieni, Cerasela Trandafir.

## Distribuție
Distribuția filmului este alcătuită din:
- Cerasela Trandafir — Doamna Brătilă
- Adrian Titieni — Domnul Nicu Brătilă
- Lorena Zăbrăuțanu — angajat Asistența copilului
- Luca Știrbăț — Timi
- Cristi Igna — angajat Asistența copilului 2